# Fern Prairie (Washington)
Fern Prairie es un lugar designado por el censo ubicado en el condado de Clark en el estado estadounidense de Washington. En el año 2010 tenía una población de 1.884 habitantes.

## Geografía
Fern Prairie se encuentra ubicado en las coordenadas 45°38′13″N 122°23′47″O / 45.63694, -122.39639.